# Manuel Velázquez de León
Manuel Velázquez de León y Pérez est un homme politique mexicain, membre de la Première Régence du Mexique entre 28 septembre 1821 et 11 avril 1822 avec les membres titulaires Agustín de Iturbide, Juan O'Donojú y O'Rian, José Isidro Yañez, Antonio Pérez Martínez y Robles, Manuel de la Bárcena,,,,.